# No Need to Argue
No Need to Argue —en español «No hay necesidad de discutir»— es el nombre del segundo álbum de estudio de la banda irlandesa de rock The Cranberries, publicado el 3 de octubre de 1994 por el sello discográfico Island Records. Es el álbum más exitoso del grupo y vendió más de 18 millones de copias en todo el mundo. Contiene dos de los sencillos más exitosos de la banda, «Zombie» y «Ode to My Family». 
El humor del álbum es más oscuro que el de su disco debut. Muestra a una Dolores O'Riordan más madura, escribiendo sobre la guerra, la muerte, el amor y la decepción. Su voz, además, es más clara.
En algunas canciones la banda decidió tomar un lado más «roquero» y pesado, usando distorsión y aumentando el volumen. La canción «Yeat's Grave» trata del poeta irlandés W. B. Yeats y habla sobre uno de sus poemas: «No Second Troy». El tema «Ode to My Family» es raramente familiar a la canción «Ne dis rien» del francés Serge Gainsbourg.
Fue su segunda grabación para un sello discográfico principal y todas las letras son de Dolores O'Riordan. A principios de 2011 «No Need to Argue» ocupaba la posición n.º 95 de los 100 álbumes más vendidos de la historia.

## Legado
El 10 de marzo de 1996, The Cranberries consiguieron ganar el premio Juno al álbum más vendido y en el año 2009, No Need to Argue se aupó al puesto número 90 en la lista Billboard de Los 300 álbumes más vendidos de todos los tiempos.En julio del 2014, a 30 años de su lanzamiento, la revista Guitar World sitúa al álbum en el puesto 41 de su lista "Superunknown: 50 Iconic Albums That Defined 1994".

## Lista de canciones
1. «Ode to My Family» (Noel Hogan/Dolores O'Riordan) - 4.31
2. «I Can't Be with You» (O'Riordan) - 3.08
3. «Twenty One» (N. Hogan/O'Riordan) - 3.09
4. «Zombie» (O'Riordan) - 5.07
5. «Empty» (N. Hogan/O'Riordan) - 3.26
6. «Everything I Said» (N. Hogan/O'Riordan) - 3.53
7. «The Icicle Melts» (O'Riordan) - 2.54
8. «Disappointment» (O'Riordan) - 4.15
9. «Ridiculous Thoughts» (N. Hogan/O'Riordan) - 4.32
10. «Dreaming My Dreams» (O'Riordan) - 3.36
11. «Yeat's Grave» (O'Riordan) - 3.01
12. «Daffodil Lament» (O'Riordan) - 6.15
13. «No Need to Argue» (O'Riordan) - 2.55

El álbum fue relanzado en 2002, con el título «No Need to Argue (The Complete Sessions 1994-1995)». Esta versión incluye las siguientes canciones adicionales:
| 1. «Away» - 2:38 2. «I Don't Need» - 3:32 3. «(They Long to Be) Close to You» - 2:41 4. «So Cold in Ireland» - 4:45 5. «Zombie» (remezcla Camel's Hump) - 7:54 |

Tema adicional para Japón:
- «So Cold In Ireland».

EP en formato CD, con las siguientes canciones extras, en directo:
- «Zombie».
- «Dreams».
- «Linger».
- «Ridiculous Thoughts».

## Caras B
1. «Away».
2. «I Don't Need».
3. «(They Long to Be) Close to You».
4. «So Cold in Ireland».
5. «Zombie» (remezcla Camel's Hump).

## Miembros
- Dolores O'Riordan: vocalista, guitarra rítmica y teclista.
- Noel Hogan: guitarra líder.
- Mike Hogan: bajo eléctrico.
- Fergal Lawler: batería.

## Certificaciones
| País           | Posicionamiento | Certificación | Ventas     |
| -------------- | --------------- | ------------- | ---------- |
| Australia      | 1               |               |            |
| Austria        | 1               | Platino       | 50,000+    |
| Canadá         | 3               | 5x Platino    | 500,000+   |
| Finlandia      |                 | Oro           | 31,876+    |
| Europa         |                 | 5x Platino    | 5,000,000+ |
| Francia        | 1               | 3x Platino    | 900,000+   |
| Alemania       | 1               | Platino       | 300,000+   |
| Países Bajos   | 2               | Platino       | 80,000+    |
| Suiza          | 2               | Platino       | 50,000+    |
| Reino Unido    | 2               | 3x Platino    | 900,000+   |
| Estados Unidos | 6               | 7x Platino    | 7,000,000+ |